# Génesis Pire
Génesis Pire (* 15. Dezember 2000) ist eine venezolanische Leichtathletin, die sich auf den Dreisprung spezialisiert hat.

## Sportliche Laufbahn
Erste internationale Erfahrungen sammelte Génesis Pire im Jahr 2025, als sie bei den Südamerikameisterschaften in Mar del Plata mit einer Weite von 12,86 m den sechsten Platz im Dreisprung belegte. 
2024 wurde Pire venezolanische Meisterin im Dreisprung.